# Розенблюм, Наталья Дмитриевна
Наталья Дмитриевна Розенблю́м (1914 — ?) — советский химик. Доктор химических наук, профессор, лауреат Сталинской премии.

## Биография
Окончила химический факультет МГУ имени М. В. Ломоносова (1936).
В 1936—1956 работала в лаборатории аэрозолей НИФХИ.
В 1937 году вместе с И. В. Петряновым под руководством Н. А. Фукса впервые в СССР электрокапиллярным методом получила ультратонкие полимерные волокна. В 1938 г. И. В. Петрянов и Н. Д. Розенблюм в кратчайшие сроки организовали первое промышленное производство волокнистых материалов.
С 1956 года начальник отдела ВНИИТ.
Доктор химических наук, профессор. Основные научные работы по фильтрации аэрозолей, по системам внутриреакторного контроля атомных электростанций.

## Сочинения
- Зарядовые детекторы ионизирующих излучений / М. Г. Мительман, Н. Д. Розенблюм ; Под ред. Н. С. Лидоренко 77 с. ил. 21 см. М. Энергоиздат 1982
- Основы радиационно-химического синтеза гомогенных ионообменных мембран / Н. Д. Розенблюм, Л. Л. Кочергинская. — М. : Энергоатомиздат, 1993. — 63,[3] с. : ил.; 20 см. — (РХТ : Радиационно-химическая технология; Вып. 27).; ISBN 5-283-03115-2 : Б. ц., 500 экз.

## Награды
- Сталинская премия III степени (14 марта 1941) — за разработку нового метода получения волокнистых материалов